# Malinovo
|  | Per a altres significats, vegeu «Malínovo (Rússia)». |

Malinovo és un poble i municipi d'Eslovàquia que es troba a la regió de Bratislava, a l'extrem occidental del país, prop de la frontera amb Àustria. La primera menció escrita de la vila es remunta al 1209.

## Demografia
| Godina             | 1994 | 2004    | 2014    | 2024    |
| ------------------ | ---- | ------- | ------- | ------- |
| Nombre de persones | 1257 | 1401    | 2520    | 4146    |
| Diferència         |      | +11,45% | +79,87% | +64,52% |

| Godina             | 2023 | 2024   |
| ------------------ | ---- | ------ |
| Nombre de persones | 4133 | 4146   |
| Diferència         |      | +0,31% |